# Швеция на «Детском Евровидении — 2004»
Швеция участвовала в «Детском Евровидении — 2004», проходившем в Лиллехаммере, Норвегия, 20 ноября 2004 года. На конкурсе страну представил дуэт Limelights с песней «Varför jag?», выступивший шестнадцатым. Они заняли пятнадцатое место, набрав 8 баллов.

## Национальный отбор
1400 заявок было отправлено, и 10 из них были выбраны для национального отбора, который прошёл 9 октября 2004 года. Ведущими отбора были Мела Тесфазион и Магнус Карлссон, а победитель был определён комбинацией голосов от жюри и телеголосования.
| Lilla Melodifestivalen 2004 — 9 октября 2004 | Lilla Melodifestivalen 2004 — 9 октября 2004 | Lilla Melodifestivalen 2004 — 9 октября 2004 | Lilla Melodifestivalen 2004 — 9 октября 2004 | Lilla Melodifestivalen 2004 — 9 октября 2004 | Lilla Melodifestivalen 2004 — 9 октября 2004 | Lilla Melodifestivalen 2004 — 9 октября 2004 |
| №                                            | Артист                                       | Песня                                        | Жюри                                         | Телезрители                                  | Баллы                                        | Место                                        |
| -------------------------------------------- | -------------------------------------------- | -------------------------------------------- | -------------------------------------------- | -------------------------------------------- | -------------------------------------------- | -------------------------------------------- |
| 01                                           | Язмина Симич                                 | «Jag vill veta nu»                           | 34                                           | 10                                           | 44                                           | 6                                            |
| 02                                           | Эрик Нильсен                                 | «Oh la la»                                   | 22                                           | 50                                           | 72                                           | 2                                            |
| 03                                           | JaP                                          | «Min vän»                                    | 10                                           | 10                                           | 20                                           | 10                                           |
| 04                                           | Джессика и Карин                             | «Att ha en vän»                              | 16                                           | 10                                           | 26                                           | 9                                            |
| 05                                           | ReLi                                         | «När jag åker moped»                         | 40                                           | 20                                           | 60                                           | 5                                            |
| 06                                           | Sisters                                      | «Sjörövarvisa»                               | 32                                           | 10                                           | 42                                           | 7                                            |
| 07                                           | Girlzz                                       | «Förstå»                                     | 18                                           | 10                                           | 28                                           | 8                                            |
| 08                                           | Вилле Бломгрен                               | «Min gröna ö»                                | 34                                           | 30                                           | 64                                           | 3                                            |
| 09                                           | Limelights                                   | «Varför jag?»                                | 22                                           | 60                                           | 82                                           | 1                                            |
| 10                                           | Reggae Boyz                                  | «Shabalabala polarn»                         | 22                                           | 40                                           | 62                                           | 4                                            |

## На «Детском Евровидении»
Финал конкурса транслировал телеканал SVT1, комментатором которого была Пекка Хейно, а результаты голосования от Швеции объявляла Ваннерна Куини. Limelights выступили под шестнадцатым номером после Испании и перед Бельгии, и заняли пятнадцатое место, набрав 8 баллов.

## Голосование[6]
| Баллы     | Страна   |
| --------- | -------- |
| 12 баллов |          |
| 10 баллов |          |
| 8 баллов  |          |
| 7 баллов  |          |
| 6 баллов  |          |
| 5 баллов  |          |
| 4 балла   | Норвегия |
| 3 балла   | Дания    |
| 2 балла   |          |
| 1 балл    | Кипр     |

| Баллы     | Страна             |
| --------- | ------------------ |
| 12 баллов | Испания            |
| 10 баллов | Дания              |
| 8 баллов  | Хорватия           |
| 7 баллов  | Великобритания     |
| 6 баллов  | Румыния            |
| 5 баллов  | Норвегия           |
| 4 балла   | Франция            |
| 3 балла   | Северная Македония |
| 2 балла   | Бельгия            |
| 1 балл    | Нидерланды         |